# Thabo Qalinge
Thabo Qalinge (sinh ngày 28 tháng 8 năm 1991) ở Mofolo (Soweto, Gauteng), biệt danh "Section 10", là một cầu thủ bóng đá người Nam Phi thi đấu ở vị trí tiền vệ cho Orlando Pirates ở Premier Soccer League.

## Thống kê sự nghiệp
Tính đến 30 tháng 1 năm 2018
| Câu lạc bộ            | Mùa giải            | Giải vô địch            | Giải vô địch | Giải vô địch | Cúp     | Cúp       | Cúp Liên đoàn | Cúp Liên đoàn | Khác    | Khác      | Tổng cộng | Tổng cộng |
| Câu lạc bộ            | Mùa giải            | Hạng đấu                | Số trận      | Bàn thắng    | Số trận | Bàn thắng | Số trận       | Bàn thắng     | Số trận | Bàn thắng | Số trận   | Bàn thắng |
| --------------------- | ------------------- | ----------------------- | ------------ | ------------ | ------- | --------- | ------------- | ------------- | ------- | --------- | --------- | --------- |
| Mpumalanga Black Aces | 2012–13             | National First Division | 24           | 2            | 0       | 0         | 0             | 0             | 3       | 1         | 27        | 3         |
| Mpumalanga Black Aces | 2013–14             | Premier Soccer League   | 29           | 2            | 1       | 0         | 1             | 0             | 0       | 0         | 31        | 2         |
| Mpumalanga Black Aces | Tổng                | Tổng                    | 53           | 4            | 1       | 0         | 1             | 0             | 3       | 1         | 58        | 5         |
| Orlando Pirates       | 2014–15             | Premier Soccer League   | 11           | 1            | 0       | 0         | 2             | 1             | 3       | 0         | 16        | 2         |
| Orlando Pirates       | 2015–16             | Premier Soccer League   | 14           | 0            | 4       | 0         | 0             | 0             | 0       | 0         | 18        | 0         |
| Orlando Pirates       | 2016–17             | Premier Soccer League   | 9            | 0            | 1       | 0         | 1             | 0             | 1       | 0         | 12        | 0         |
| Orlando Pirates       | 2017–18             | Premier Soccer League   | 12           | 2            | 0       | 0         | 2             | 1             | 0       | 0         | 14        | 3         |
| Orlando Pirates       | Tổng                | Tổng                    | 46           | 3            | 5       | 0         | 5             | 2             | 4       | 0         | 60        | 5         |
| Tổng cộng sự nghiệp   | Tổng cộng sự nghiệp | Tổng cộng sự nghiệp     | 99           | 7            | 6       | 0         | 6             | 3             | 7       | 1         | 118       | 10        |

1. ↑  Số trận in PSL play-off tournament
2. 1 2  Số trận ở MTN 8